# Faxian

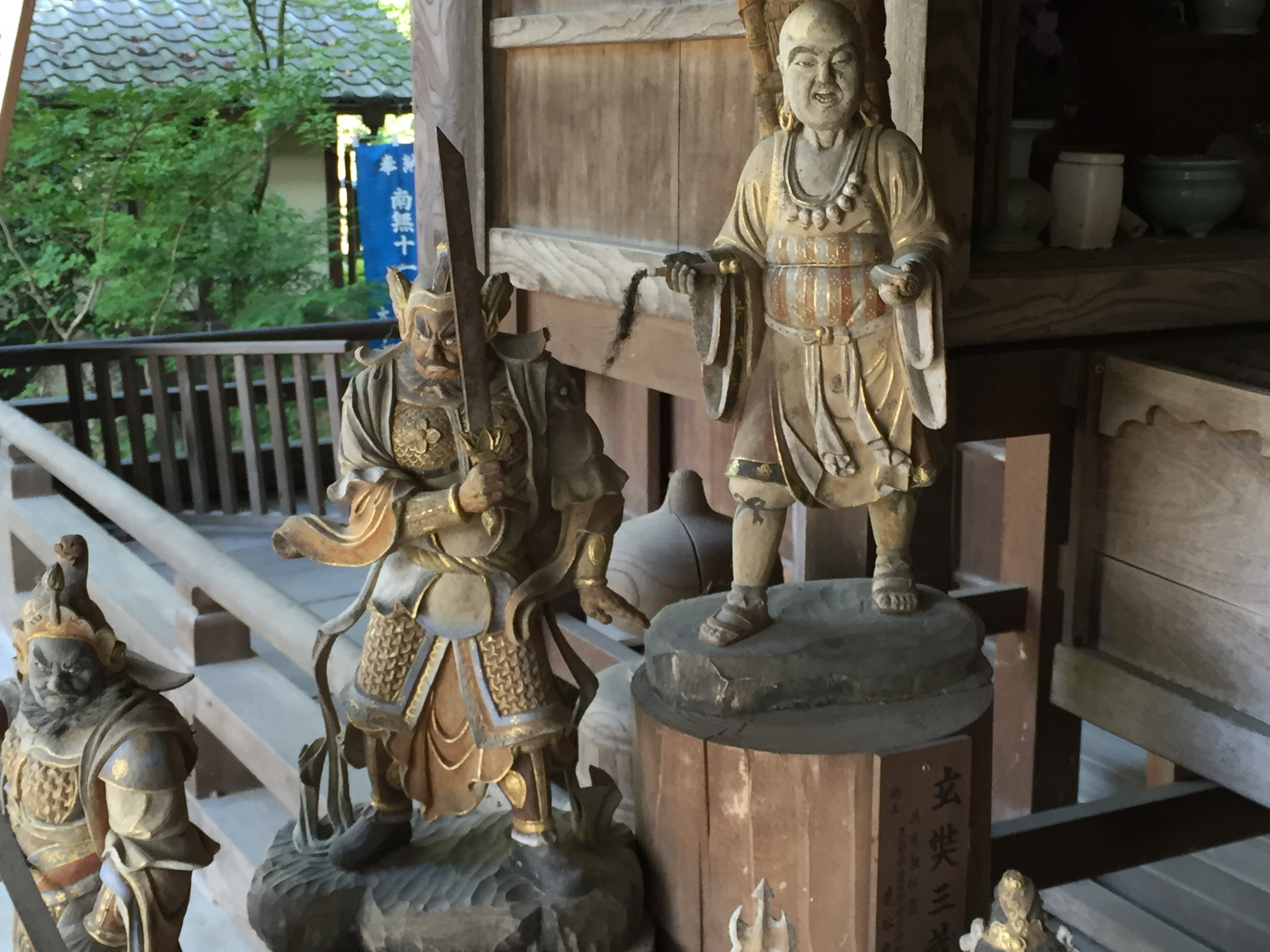
Faxin-Statue (r.) in Daishō-in-Tempel (jap. 大聖院) in Miyajima.

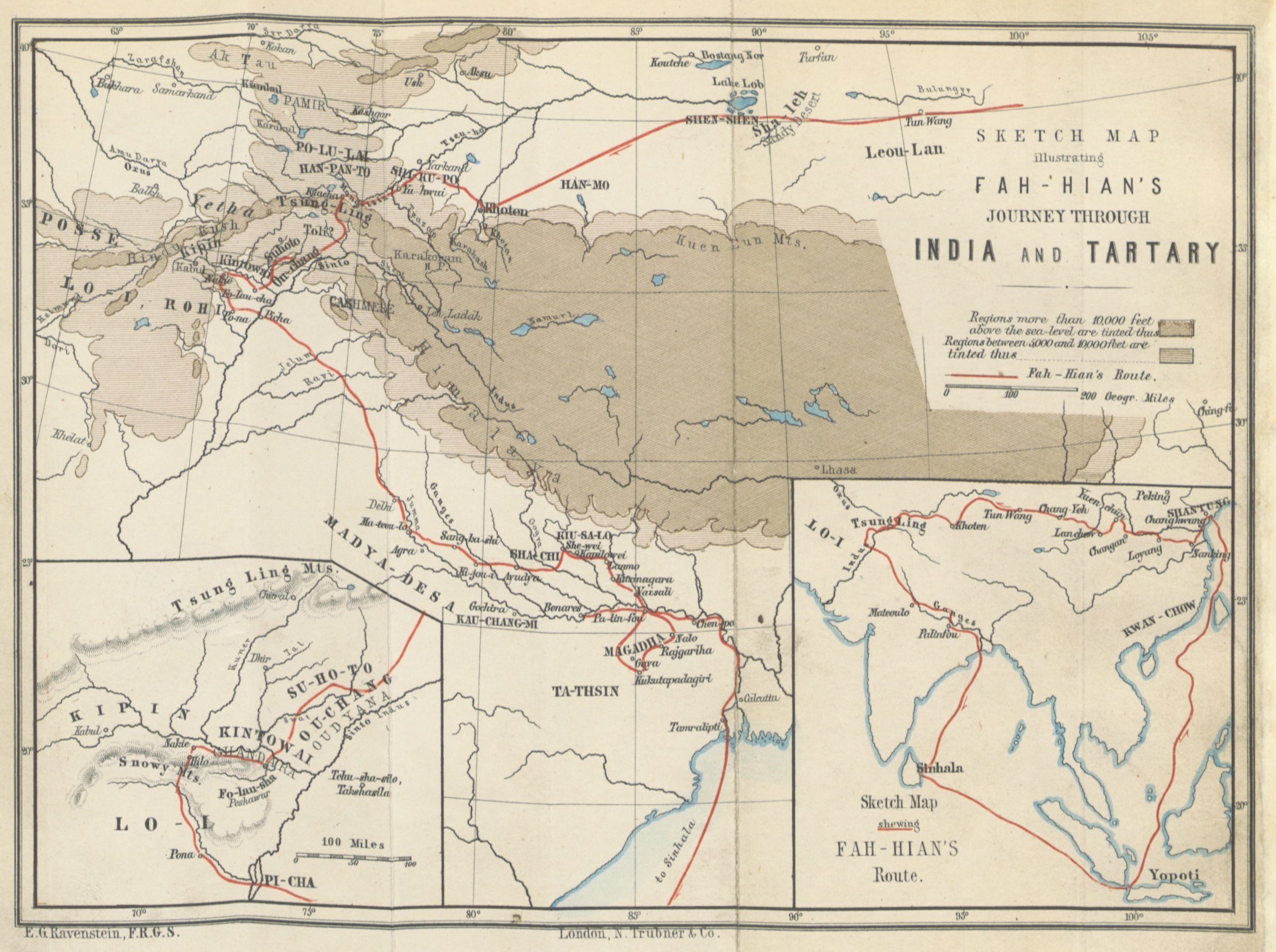
Karte zur Reiseroute Faxians

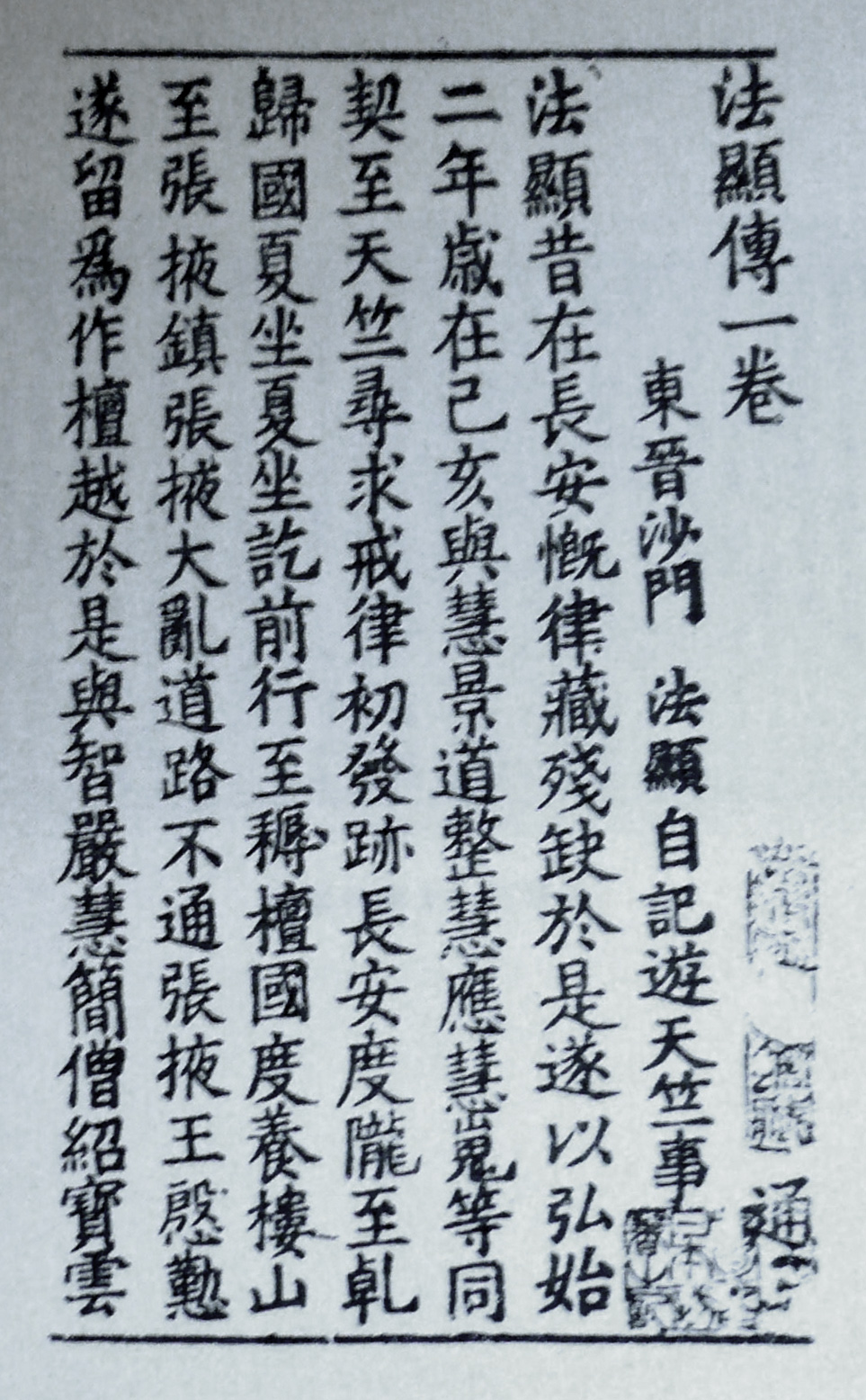
Bericht von den buddhistischen Königreichen, chinesischer Druck vom 12. Jh.

Faxian (chinesisch 法顯 / 法显, Pinyin Fǎxiǎn, W.-G. Fa-hsien; * um 337; † um 422) war ein chinesischer buddhistischer Mönch, der zwischen 399 und 412 nach Indien reiste, um den Buddhismus zu studieren und buddhistische Texte nach China zu bringen.
Der Name Faxian bedeutet „Dharmaglanz“ und war nur sein geistlicher Name, sein eigentlicher Familienname war Gong (龔 / 龚,  Gōng). 
Faxian durchwanderte seit 399 angeblich 30 Länder, u. a. das Guptareich mit dessen Hauptstadt Pataliputra, wo es zwei buddhistische Klöster gab. Seine Beschreibungen sind eine wichtige Quelle über das alte Indien. Schließlich schiffte er sich 411 in Kalkutta nach Sri Lanka ein, von dort reiste er weiter nach Sumatra und kehrte so 413 mit vielen heiligen Büchern im Gepäck in seine Heimat zurück, die er nach seiner Rückkehr ins Chinesische übertrug.
Bei seiner Rückkehr landete er aufgrund von schlechten Wetterbedingungen in Laoshan in der heutigen Provinz Shandong, 30 km östlich von Qingdao. Von dort reiste er nach der damaligen Hauptstadt von Shandong Qingzhou weiter und übersetzte dort ein Jahr lang die Schriften, die er mitgebracht hatte. 

## Reisebericht
Seine Reise beschreibt er in dem Fóguó Jì (佛國記 / 佛囯记, „Bericht von den Buddhistischen Königreichen“), einem Bericht von seinen Reisen in das heutige Indien und Sri Lanka auf der Suche nach den Büchern zur buddhistischen Lehre. Das Werk wurde 1836 von Jean-Pierre Abel-Rémusat übersetzt und als Foĕ kouĕ ki ou Relation des royaumes bouddhiques (Paris) herausgegeben.